# Emilio Sala Francés

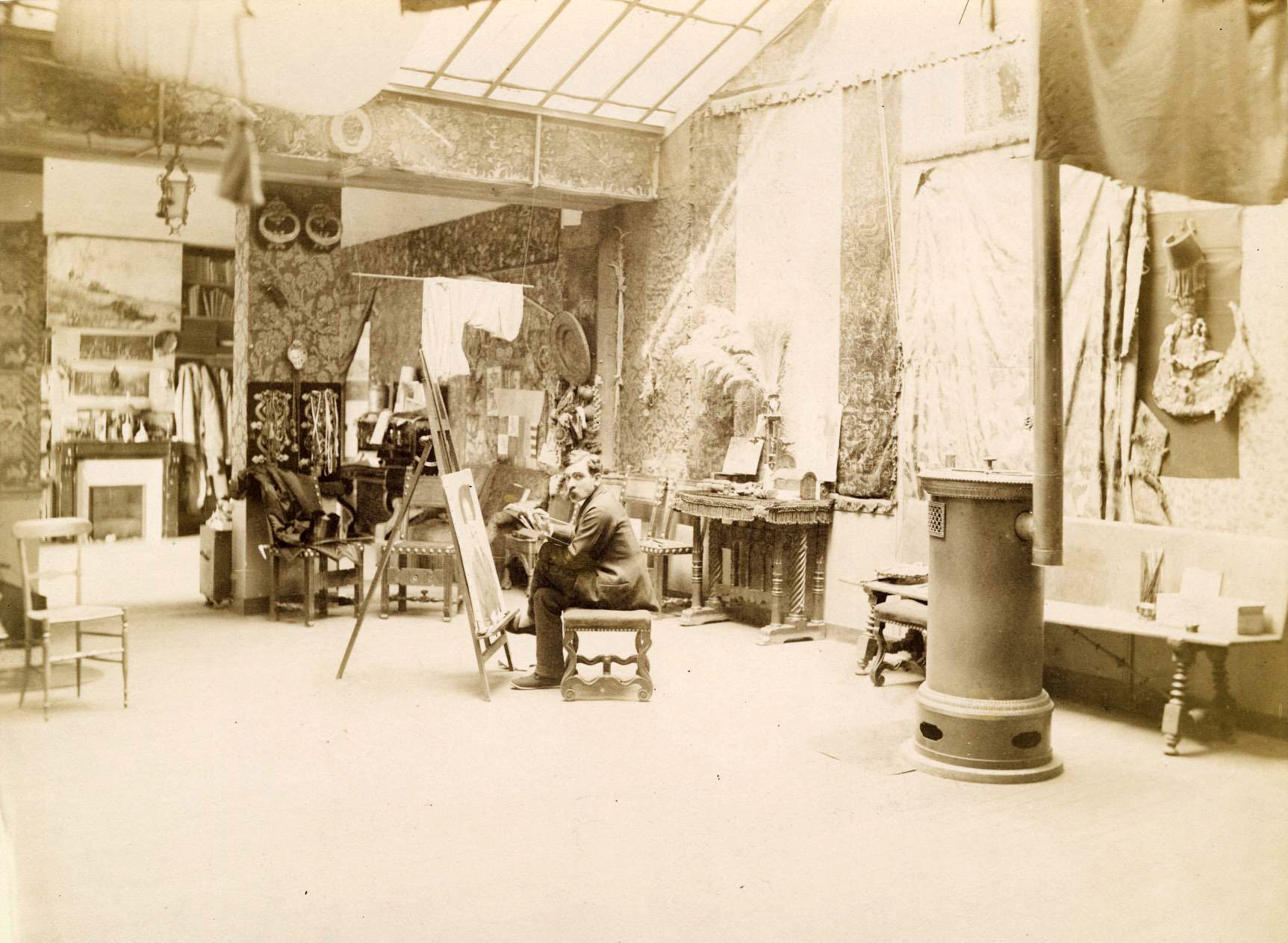
Emilio Sala Francés in seinem Pariser Atelier.

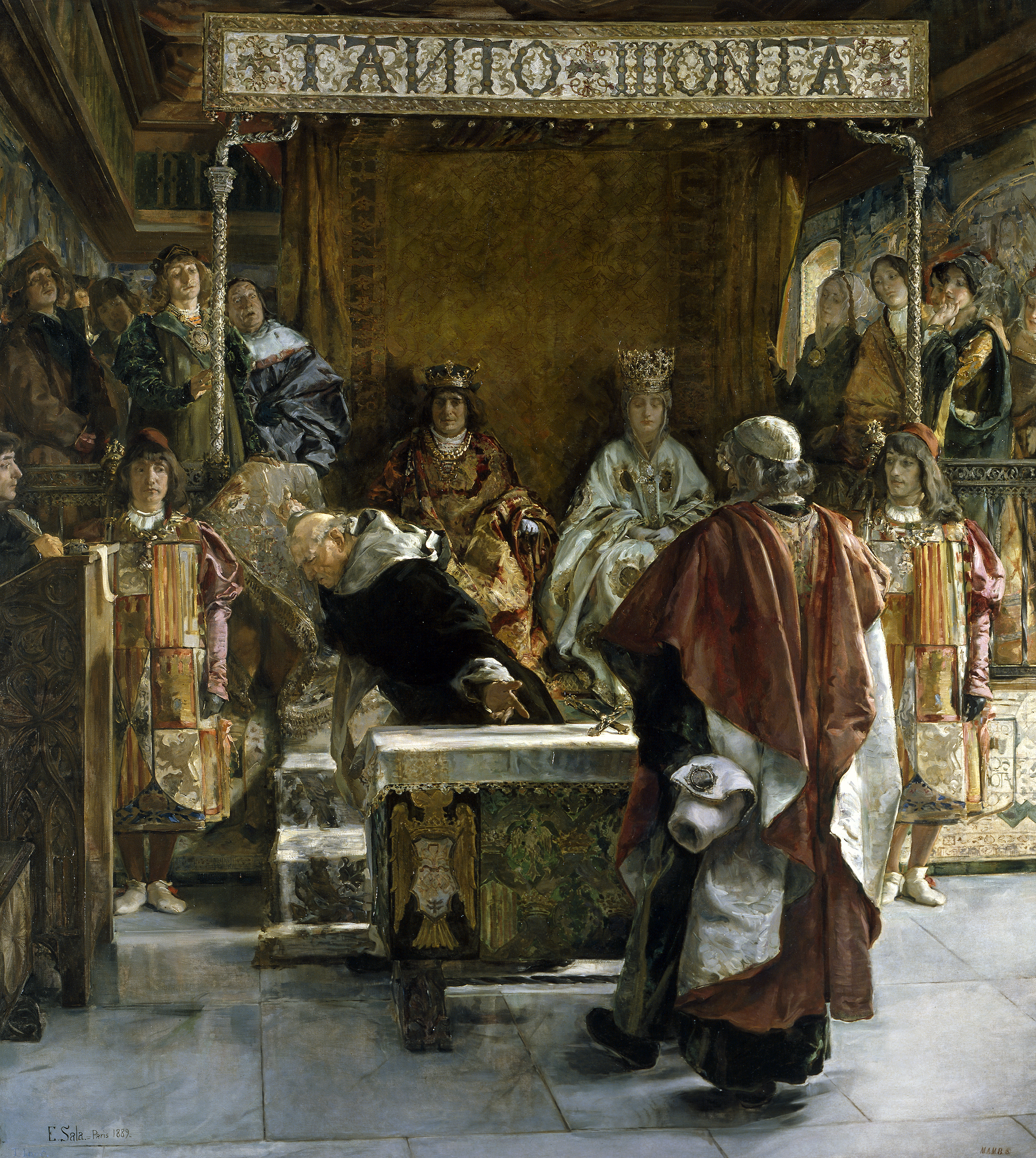
Vertreibung der Juden

Emilio Sala Francés (* 20. Januar 1850 in Alcoy; † 14. April 1910 in Madrid) war ein spanischer Maler.
Sala studierte in Valencia bei Plácido Francés, in der Real Academia de Bellas Artes de San Fernando. 1871 nahm er erstmals an der nationalen Kunstausstellung der Akademie teil. Bis 1890 widmete er sich vorwiegend der Historienmalerei, danach eher dem Genrebild, der Landschaftsmalerei und der Buchillustration. Seine Werke wurden vielfach reproduziert.
Er nahm Teil an der Ausschmückung des Palacio de Anglada und des Palacio Mazarredo in Madrid sowie am verschwundenen Café de Fornos. 1906 wurde für ihn an der Escuela de Bellas Artes de San Fernando eine Professur für Theorie und Ästhetik der Farben geschaffen. Sala erhielt zahlreiche Orden und Auszeichnungen.